# 銀河轟炸機
銀河轟炸機（P1Y，盟軍代號Frances）是日本帝國海軍委由空技廠研發，在第二次世界大戰後期服役的戰術轟炸機，作為一式陸上攻擊機的接替裝備。

## 研發背景
1939年，日本帝國海軍除持續吸納自中國戰場空中得來的戰術教訓，也積極關心歐洲大陸的戰爭特色。由九六式陸上攻擊機操作經驗，帝國海軍要求未來的戰術轟炸機除需高速、大載彈量，俯衝轟炸戰術也將是研製重點。當時的空技廠正執行的原型機開發項目包括追求極速的Y-10、朝長續航世界紀錄研發的Y-20、朝極限飛行高度研發的Y-30。在後來，帝國海軍要求空技廠將Y-20原型機吸納購入的Ju-88A技術，研製一架高性能轟炸機。1940年，空技廠在十三試艦上轟炸機研發告一段落後，由相關工程人員轉移開發，執行「十五試雙發陸上轟炸機」研發計畫。總負責工程師三木忠直，彗星研發的團隊包括工程師山名正夫等人也納入團隊。
日本帝國海軍提出十五試雙發陸上轟炸機構想時，告知他們希望空技廠完成一架滿足相關指標的機型：
1. 有一式陸攻的續航力（約5,556公里）
2. 有零戰的極速（當時已投入的零戰11型表定極速每小時511.2公里）
3. 可搭載1噸重的炸彈或魚雷實施俯衝轟炸（俯衝極速限制時速648.2公里）
4. 起飛距離不得超過500公尺

1942年6月原型機首飛，試飛成績極速達每小時566.7公里／高度5,500公尺、俯衝速度達每小時703.8公里、續航力5,371公里，大致來說銀河成績不只滿足十五試所開定規格，且部分性能還突出計畫需求；按帝國海軍既往研發飛機的制度，在委託單位（空技廠）完成原型機後須交付橫須賀海軍航空隊進行作戰測評以及相關的除錯運用等教範研擬，待完成後始進入量產。但帝國海軍衡量戰況不佳，因此決定同時執行戰術測評與量產準備；1943年8月，日本帝國海軍軍令部要求中島飛機進行銀河轟炸機的試製，1943年11月起進入量產階段。

## 技術特徵
銀河具有五個特色：
1. 選用中島飛機的NK9（譽）十八氣缸複列星型發動機，雖然聲稱有2,000匹馬力之輸出，可是譽一一型連續發生故障，直至銀河一一型安裝NK9C譽一二型（1,825匹馬力）才解決問題。
2. 主翼有兩段式空氣煞車襟翼，增加了俯衝時的穩定性。主翼內設置7個燃料箱，其中5個防彈和兩個整合式燃料箱（在主翼底部加裝6,00升外掛燃料箱，以應付遠距離飛行）。
3. 機身的底部設置液壓系統內置炸彈艙（全長5米），由於九一式魚雷全長5.27米，所以安裝魚雷時必要開著前艙門和拆除副燃料箱與後部艙門。
4. 防禦和武裝方面，在駕駛艙的擋風玻璃設置防彈玻璃，駕駛艙內座位設有8毫米防彈裝甲，七個燃料箱都擁有自動滅火裝置以減少被打中後起火的機率。自衛火力有駕駛艙的後部和機首擋風玻璃安裝九九式機炮各一門。
5. 1,000公斤的載彈量，炸彈配置不同之處：
  1. 兩枚至四枚二十五號（250公斤）炸彈
  2. 兩枚五十號（500公斤）炸彈
  3. 一枚八十號（800公斤）炸彈
  4. 十二枚六號（60公斤）炸彈
  5. 反艦艇時，必須安裝一枚九一式魚雷來攻擊艦艇，但這會犧牲本機續航距離

## 型號
- P1Y1（十五試陸陸上爆擊機）

安裝中島NK9B譽一一型引擎（1,800匹馬力）的試驗機。
- P1Y1（銀河一一型）

正式生產型號，安裝中島NK9C譽一二型引擎（1,825匹馬力），有四種不同生產型號。例如：
在銀河一一甲型（P1Y1a）機身後20毫米機炮改為13毫米二年式機槍；在銀河一一乙型（P1Y1b）機身後安裝聯裝13毫米二年式機槍；致於銀河一一丙型（P1Y1c）試驗機改為全部安裝13毫米二年式機槍。
- P1Y1-S（夜戰銀河一一型）

原動力都是NK9C譽一二型引擎，在機身後方加裝四門九九式機炮和自衛火力聯裝13毫米二年式機槍，只是計劃，沒有真正生產一架。
- P1Y2（銀河一六型）

與極光夜間戰鬥機的動力都是一樣，安裝三菱重工MK4T-A火星25甲型引擎（1,825匹馬力），被改回成為轟炸機。
- P1Y2-S極光夜間戰鬥機

安裝三菱重工的火星25甲型引擎，自衛火力為機身後方兩門九九式機炮，取消原本的炸彈艙和把尾輪由固定式改為可收放式，部分機首加裝一部H-6型雷達，另有少數安裝「玉-3」型機載雷達以加強索敵能力。
- P1Y3（銀河三三型）

銀河加大尺寸型，在機身和機翼加大尺寸，燃料容量由5,700升加至7,500升、乘員為四員、載彈量為3,000公斤，自衛火力為機身後上方20毫米聯裝炮塔（都應該是九九式二號四型機炮）和機首一挺13毫米二年式機槍，安裝NK9H譽21型引擎（2,000匹馬力），作為遠距離重型轟炸機。只是計劃中，未能實現。
- P1Y4（銀河一二型）

計劃改裝為NK9H-S譽二三型引擎（加裝燃料噴射裝置，2,050匹馬力）。
- P1Y5（銀河一四型）

計劃改裝為三菱重工的MK9A引擎（2,250匹馬力），這台MK9A引擎重量、直徑和消費燃料量比（譽）引擎更大，必要重造和修改銀河的引擎枝撐架及加強機身、機翼的內部結構。有可能計劃安裝在銀河加大尺寸型（銀河三三型）。
- P1Y6（銀河一七型）

計劃改裝為三菱重工MK4T-C火星25丙型引擎。
- 試驗天河噴射轟炸機

計劃將銀河加大尺寸型的活塞式引擎改裝為石川島Ne-30渦輪噴射引擎（推力為1,361公斤）進化為噴射轟炸機，開始設計時由於研製渦輪噴射引擎遇到更多難題和缺少大部分稀有金屬（如鎳和鉻）等，即使設計天河的機身、機翼的內部結構或Ne-30渦輪噴射引擎研製完成，都難以投入實戰，結果胎死腹中。

## 基本資料
- 機長：15米
- 翼展：20米
- 機高：4.3米
- 機翼面積：55平方米
- 空重：7,265公斤
- 正常起飛重：10,500公斤
- 最大起飛重：13,500公斤
- 燃料容量：5,700升（加裝兩桶6,00升外掛燃料箱）
- 最快速度：547至567公里/小時（在5900米高空）
- 航程：1,920至5,400公里（入滿燃料和加裝兩桶6,00升外掛燃料箱時場合）
- 昇限：9,400米
- 發動機：2具中島NK9C譽12型18氣缸星型發動機（1,825匹馬力）
- 武裝：九九式機炮x2（機首和機身後）+九一式魚雷x1或1,000公斤炸彈
- 乘員：兩名

## 實戰

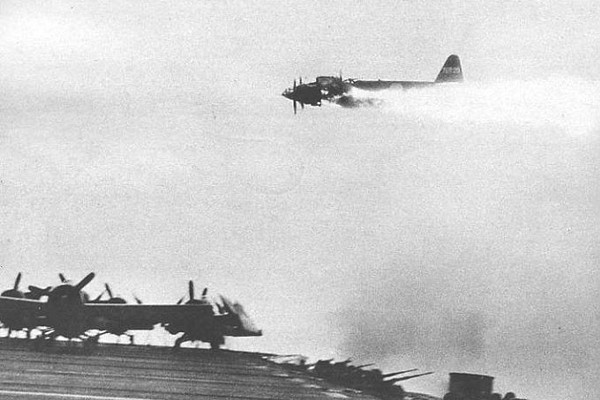
銀河轟炸機正在攻擊美國航空母艦

雖然按行政制度來說，第一批量產的銀河一一型成軍是1944年10月，但在1943年8月成立的日本海軍第五二一航空隊已經先行換裝少量的銀河轟炸機，1944年初更是將原編裝的彗星還給航空艦隊，航空隊換裝至少20架以上的銀河；然而這支轟炸機中隊並沒有獲得卓越的戰果，在1944年5月五二一航空隊派駐到雅浦島，並由一二一航空隊情報得知美軍艦隊駐留在馬久羅環礁，但是遭馬里亞納群島附近駐留的美軍查知，五二一航空隊在6月11日遭到毀滅性的打擊，6月15日到6月26日多度對美軍航艦部隊發起強攻，但沒有可信戰果，編入該航空隊的江草隆繁少校則在6月15日第一波攻擊便戰死。而後五二一航空隊在1944年7月10日解散。
銀河轟炸機中隊級以上編制大規模投入實際上幾乎沒有，受限於過度複雜的機體設計、妥善率不佳的發動機，銀河機隊的稼動率一直不理想，且帶給機組與後勤人員大量負擔。到戰爭後期傳頌「國破銀河在」這類雙關揶揄評價本型機。
銀河轟炸機比較有名的戰鬥發生在1945年3月11日，24架銀河轟炸機從日本起飛，飛行2900公里到太平洋的烏利西環礁美國海軍基地，撞傷了美國航空母艦蘭道夫號，3月19日，一架銀河轟炸機襲擊美國航空母艦富蘭克林號，兩個250公斤炸彈命中了並造成近千多美國水兵傷亡。